# Axel Baeck
Axel Baeck (Bruselas, 23 de diciembre de 1987) es un esquiador alpino sueco, medallista de bronce en la Copa del Mundo de Esquí Alpino.

## Carrera profesional
Hizo su primera aparición internacional el 1 de marzo de 2003 en Huddinge, donde no terminó el slalom en la FIS Race. En 2006, fue titular en el Campeonato del Mundo Junior de Quebec, donde su mejor resultado fue su puesto 43 en el tramo de descenso. Durante el campeonato del mundo júnior celebrado un año después en Altenmarkt, ocupó el puesto 29 en la gigante, entre otras.
Hizo su debut en la competencia de la Copa del Mundo el 27 de enero de 2009 en Schladming, sin terminar el slalom. Anotó sus primeros puntos de copa el 15 de noviembre de 2009 en Levi, terminando 15º en la misma competencia. La única vez que subió al podio de este evento fue el 6 de marzo de 2011 en Kranjska Gora, finalizando el slalom en segundo lugar. En esta competencia sólo lo adelantó el austriaco Mario Matt, y el segundo lugar quedó empatado con el estadounidense Nolan Kasper.
En el Campeonato Mundial en Garmisch-Partenkirchen en 2011, recibió una medalla de bronce en la competencia por equipos. También fue undécimo en el slalom y octavo en la individual en los mismos campeonatos. También compitió en la misma competición en los Juegos Olímpicos de Vancouver 2010 y los Juegos Olímpicos de Sochi cuatro años después.

## Resultados

### Campeonatos Mundiales
- 2011 en Garmisch-Partenkirchen, Alemania
  - Eslalon: 11.º

### Copa del Mundo

#### Clasificación General Copa del Mundo
- 2009-2010: 64.º
- 2010-2011: 40.º
- 2011-2012: 63.º
- 2012-2013: 81.º
- 2013-2014: 52.º
- 2014-2015: 52.º